# Regiones di Fobos
Segue una lista delle regiones presenti sulla superficie di Fobos. La nomenclatura di Fobos è regolata dall'Unione Astronomica Internazionale; la lista contiene solo formazioni esogeologiche ufficialmente riconosciute da tale istituzione.
Le regiones di Fobos portano i nomi di luoghi de I viaggi di Gulliver di Jonathan Swift.

## Prospetto
| Regio        | Eponimo                                                                     | Latitudine | Longitudine | Diametro |
| ------------ | --------------------------------------------------------------------------- | ---------- | ----------- | -------- |
| Laputa Regio | Laputa - Isola volante abitata da scienziati pazzi ne I viaggi di Gulliver. | 0° N       | 265° W      | 14 km    |